# Santa Rita do Novo Destino
Santa Rita do Novo Destino est une municipalité brésilienne de l'État de Goiás et la microrégion de Ceres.